# 27 Hydrae
27 Hydrae, som är stjärnans Flamsteed-beteckning, är en trippelstjärna belägen i den mellersta delen av stjärnbilden Vattenormen. Den har en kombinerad skenbar magnitud på 4,82 och är synlig för blotta ögat där ljusföroreningar ej förekommer. Baserat på parallaxmätning inom Hipparcosuppdraget på ca 14,7 mas, beräknas den befinna sig på ett avstånd på ca 222 ljusår (ca 68 parsek) från solen. Den rör sig bort från solen med en heliocentrisk radialhastighet på ca 26 km/s.

## Egenskaper
Primärstjärnan 26 Hydrae A är en orange till gul jättestjärna av spektralklass K0 III, Den ingår i röda klumpen, vilket betyder att den befinner sig på den horisontella jättegrenen och genererar energi genom termonukleär fusion av helium i dess kärna. Den har en massa som är ca 2,2 solmassor, en radie som är ca 11 solradier och utsänder från dess fotosfär ca 58 gånger mera energi än solen vid en effektiv temperatur av ca 5 000 K.
Följeslagarna 27 Hydrae B och 27 Hydrae C, ligger med en vinkelseparation av 229,10 bågsekunder från det primärstjärnan, och bildar en dubbelstjärna med en separation av 9,20 bågsekunder år 2015. Den ljusare stjärnan i paret, komponent B, är en stjärna av 7:e magnituden i huvudserien av spektralklass F4 V, medan dess följeslagare är av 11:e magnituden och av spektralklass K2 V.
Okayama Planet Search- teamet publicerade 2008 utredningar om radiella hastighetsvariationer, som observerades för ett antal utvecklade stjärnor och som visade antydningar om en substellär följeslagare som kretsar kring primärstjärnan i 27 Hydrae. Dess omloppsperiod beräknas till 9,3 år, men ingen planet har ännu bekräftats (2019).